# سيارات للثورة
سيارات للثورة هو فيلم من نوع دراما أُصدر في 2008. الفيلم من توزيع Pinema ‏، وهو من إخراج وسيناريو تولجا اورنيك ‏.

## القصة
تقع أحداث الفيلم في إسكي شهر. وقصة الفيلم الرئيسية حول الدفريم ‏.

## طاقم التمثيل
- خالد أرغنتش
- وحيدة برجين
- اوجور بولات
- Serhat Tutumluer [الإنجليزية]‏
- هالوك بيلغينر
- Ali Düşenkalkar [الإنجليزية]‏
- سيسيل موتلو
- ياسمين كونكا  [لغات أخرى]‏
- تانر اباد
- اونور اونسال  [لغات أخرى]‏
- سلجوق يونتام

## الإنتاج
موسيقى الفيلم التصويرية كانت من تأليف Demir Demirkan ‏.

## وصلات خارجية
- سيارات للثورة على موقع IMDb (الإنجليزية)
- سيارات للثورة على موقع ألو سيني (الفرنسية)
- سيارات للثورة على موقع Turner Classic Movies (الإنجليزية)
- سيارات للثورة على موقع أول موفي (الإنجليزية)
- سيارات للثورة على موقع فيلمافينيتي (الإسبانية)
- سيارات للثورة على موقع قاعدة بيانات الفيلم (الإنجليزية)
- سيارات للثورة على موقع ليتربوكسد (الإنجليزية)
- سيارات للثورة على موقع كينوبويسك (الروسية)